# Тея Джеймс
Тея Джеймс (англ. Taeja James; нар. 15 жовтня 2002, Ноттінгем) — британська гімнастка. Учасниця чемпіонатів світу та Європи.

## Спортивна кар'єра
Тренується з чотирьох років, спонукала піти у секцію зі спортивної гімнастики двоюрідна сестра. Була визнана в 2017 року спортсменкою року серед юніорів Англії, в 2018 році — спортсменкою року серед юніорів Ноттінгему та Бірмінгему.

#### 2017
Через травму ліктя цілий рік не тренувалась.

#### 2019
На дебютному чемпіонаті світу 2019 року в командному фіналі разом з Еліссою Дауні, Ребеккою Дауні, Еліс Кінселлою та Джорджією-Мей Фентон посіли шосте місце, що дозволило здобули командну олімпійську ліцензію на Літні Олімпійські ігри 2020 у Токіо, Японія. В фінали окремих видів не кваліфікувалась.

## Результати на турнірах
| Рік  | Змагання        | КБ | ІБ | Опорний стрибок | Різновисокі бруси | Колода | Вільні вправи |
| ---- | --------------- | -- | -- | --------------- | ----------------- | ------ | ------------- |
| 2019 | Чемпіонат світу | 6  |    |                 |                   |        |               |